# If Darkness Had a Son
«If Darkness Had a Son» és el quaranta-dosè senzill de la banda estatunidenca Metallica, presentat com a tercer de l'àlbum 72 Seasons l'1 de març de 2023.
La cançó es va presentar el dia abans de la seva publicació mitjançant un vídeo curt penjat a la xarxa social TikTok de la banda, que a mostra Metallica interpretant-ne un fragment.
Van editar un videoclip dirigit per Tim Saccenti i filmat a Los Angeles el 9 de gener de 2023, que també va publicar al seu canal de YouTube coincidint amb el llançament del senzill.

## Llista de cançons
| Núm. | Títol                   | Durada |
| ---- | ----------------------- | ------ |
| 1.   | «If Darkness Had a Son» | 6:36   |

## Crèdits
- James Hetfield – cantant, guitarra rítmica
- Lars Ulrich – bateria
- Kirk Hammett – guitarra principal
- Robert Trujillo – baix